# Johann Gottlob Krüger

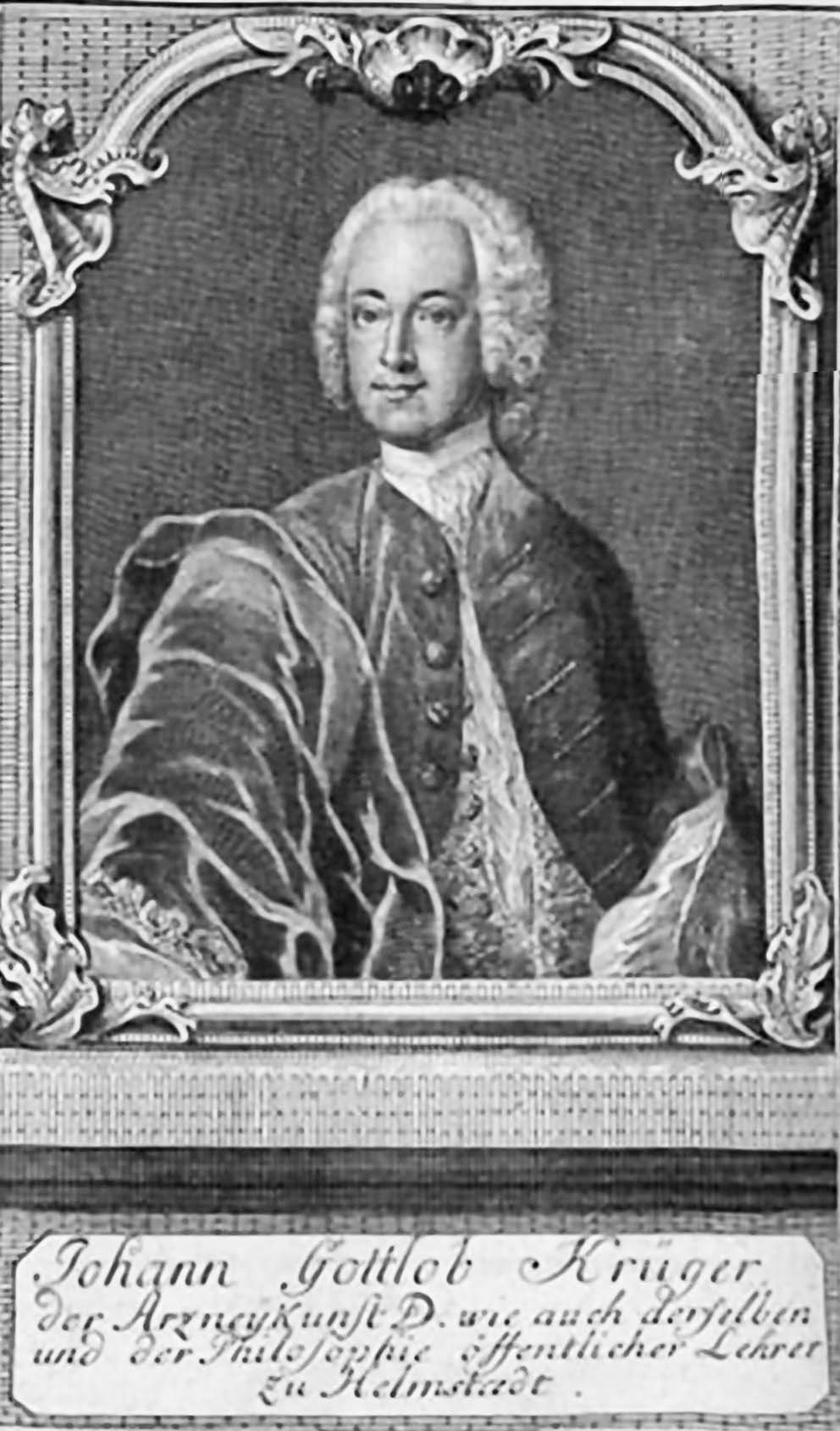
Johann Gottlob Krüger

Johann Gottlob Krüger (* 15. Juni 1715 in Halle (Saale); † 6. Oktober 1759 in Braunschweig) war ein deutscher Arzt und Naturforscher.

## Leben
Der Sohn eines Uhrmachers hatte die Schule des Waisenhauses in Halle besucht. In jungen Jahren war er gesundheitlich anfällig gewesen, verfügte jedoch über gute Geistesgaben. Von Friedrich Hoffmann gefördert, bezog er bereits als fünfzehnjähriger 1731 die Universität Halle, wo er anfänglich ein Studium der Naturkunde und der mathematischen Wissenschaften verfolgte. Im Alter von neunzehn Jahren begann er 1734, philosophische Vorlesungen zu halten. 1737 wurde er Magister der Philosophie und, nachdem er sich aus gesundheitlichen Gründen länger in Schlesien aufgehalten hatte, 1742 Doktor der Medizin.
Am 5. August 1743 wurde er außerordentlicher Professor an der medizinischen Fakultät, 1744 in die Königlich-Preußische Akademie der Wissenschaften aufgenommen und 1745 in die Deutsche Akademie der Naturforscher Leopoldina. 1750 wechselte Krüger an die Universität Helmstedt als ordentlicher Professor der Medizin und Philosophie, wobei er in seinen Vorlesungen Themen wie Physik und experimentelle Chemie behandelte. Krüger übernahm auch organisatorische Aufgaben an der Helmstedter Universität und war 1753 sowie 1756 Prorektor.
Pauli war Mitglied der Loge Aux trois clefs d'or in Halle.
Seine Nichte war die Philosophin Johanna Charlotte Unzer (geb. Ziegler) (1725–1799).

## Wirken
Krüger ist dem Zeitalter der Aufklärung zuzurechnen. Er vertrat einen Deismus, in dem Naturerkenntnis zu einer Form des Gottesdienstes wird. An der frühen Erforschung der Elektrizität war er beteiligt und gilt mit Christian Gottlieb Kratzenstein als Begründer der modernen Elektrotherapie. Unzutreffend ist es jedoch, dass er den „Wetterleiter“ (Blitzableiter) erfunden habe, wie es der Wilnaer Rabbiner Pinchas Hurwitz (1765–1821) in seinem Buch Sefer ha-Berit (Brünn 1797) behauptet. Den Blitz mit „eisernen Stangen, welche oben zugespitzt sind“, abwenden zu wollen, hielt er im Gegenteil für unsinnig, da solche Stangen „die Materie des Blitzes […] herbeylocken“. Stattdessen empfahl er, „alles Metall, alles Wasser und überhaupt alle Sachen, welche sich stark electrisiren lassen“, zu meiden und sich durch nichtleitende Materialien wie Pech, Glas und Seide zu schützen.

## Schriften
- Schreiben von den falschen Wunderwerken, an Herrn Johann Friedrich Oppermann (1740) (Digitalisat in der Google-Buchsuche)
- Physicotheologische Betrachtungen einiger Thiere, Halle: Carl Hermann Hemmerde 1741.
- Gedanken vom Caffee, Thee und Toback (1743) (Digitalisat in der Google-Buchsuche)
- Dissertatio moralis quod lex naturae sit lex Dei, Helmstadii: Litteris Leuckardianis 1744.
- Naturlehre. Zweyte Auflage 1744 (Digitalisat in der Google-Buchsuche). Insgesamt 3 Bände 1740–1749.
- Johann Gottlob Krügers Zuschrifft an seine Zuhörer, worinnen er Ihnen seine Gedancken von der Electricität mittheilet und Ihnen zugleich seine künftige Lectionen bekant macht (1744) (Digitalisat in der Google-Buchsuche)
- Gedancken von der Algebra, nebst den Primzahlen von 1 bis 1000000. (1746) (Digitalisat in der Google-Buchsuche)
- Geschichte der Erde in den allerältesten Zeiten (1746) (Digitalisat in der Google-Buchsuche, Digitalisat und Volltext im Deutschen Textarchiv)
- Gedancken Von dem Kalten Winter des Jahres 1740 (1741, Digitalisat in der Google-Buchsuche) (Zweyte Auflage 1746, Digitalisat in der Google-Buchsuche)
- Dissertationem physico-theologicam, qua geogenia et cataclysmologia Whistoniana dubia redditur, Halae: Ex officina Fürstiana 1750.
- Widmung an Frau Philippine Charlotte, Herzogin von Braunschweig u. Lüneburg in Grundriß einer Weltweisheit für das Frauenzimmer (1751).
- Träume (1754). Neue verbesserte Auflage mit einer Vorrede von Johann August Eberhard 1785 (Digitalisat in der Google-Buchsuche)
- Dissertatio philosophica de demonstratione existentiae Dei ex lege minimae actionis, Helmstadii: Litteris Leuckardianis [1754]
- Versuch einer Experimentalseelenlehre (1756)
- Gedancken von den Ursachen des Erdbebens, nebst einer moralischen Betrachtung (1756) (Digitalisat in der Google-Buchsuche)
- Unterricht wie ein Soldat ohne Artzeneyen seine Gesundheit erhalten und sich curiren könne, Halle: Carl Hermann Hemmerde 1758.
- Gedanken von der Erziehung der Kinder (Zwote Auflage 1760) (Digitalisat in der Google-Buchsuche)
- Naturlehre. Vierte Auflage. Hemmerde, Halle im Magdeburgischen
  - [Band 1], 1763 (Digitalisat)
- Vorrede zu Johannen Charlotten Unzerin Grundriß einer Weltweißheit für das Frauenzimmer (1751, Zweyte Auflage 1767) (Digitalisat in der Google-Buchsuche)